# تاجد
تاغد هو موقع استكشاف اجتماعي مقره سان فرانسيسكو في كاليفورنيا، تأسس في عام 2004. يسمح للأعضاء بتصفح ملفات التعريف لأي من الأعضاء الآخرين، ومشاركة العلامات والهدايا الافتراضية. تدعي تاغد أن لديها 300 مليون عضو. اعتباراً من سبتمبر 2011، تقدر كوانتكاست عدد مستخدمين تاغد المميزين بـ 5.9 مليون مستخدم في الولايات المتحدة و18.6 مليون على مستوى العالم. كتب مايكل ارينجتون في أبريل 2011 أن تاغد هو الأكثر شهرة بالنسبة للقدرة على النمو بشكل مربح خلال عصر فيسبوك.   
في عام 2009، انتقِدت تاغد لإرسالها رسالة بريد إلكتروني مضللة عشوائية ودفعت 1.4 مليون دولار في التسويات القانونية المتعلقة بتلك الممارسات. تبنت الشركة منذ ذلك الحين إصلاحات الخصوصية وغيرت عمليات دعوتها.
تملكه شركة إذا نحن «إف وي»، وهي شركة حاصلة على المرتبة 476 في قائمة الشركات لعام 2010 ضمن مجلة إنك 500 الخاصة بأسرع الشركات الأمريكية المستقلة نمواً والمرتبة 80 على قائمة فوربس لعام 2011 لأفضل الشركات الواعدة في أمريكا.

## التاريخ
أسسِت شركة تاغد في منتصف عام 2004 من قبل رواد الأعمال جريج تسينج ويوهان شلاير سميث، فقد أرادا إنشاء «ياهوو للمراهقين أو إم تي ڤي التالية». شارك الثنائي سابقاً في تأسيس حاضنة الإنترنت (تكنولوجيا جامبستارت)، والتي غُرمت في وقت لاحق بـ 900000 دولار بسبب انتهاكات مزعومة لقانون التحكم في الاعتداء على المواد الإباحية غير المرغوب فيها والتسويق، ثم أشد عقوبة على الإطلاق من أجل البريد العشوائي.
جمعت الشركة 1.5 مليون دولار من تمويل المستثمر الملاك في سبتمبر 2005، وبعد ثلاثة أشهر جمعت 7 ملايين دولار إضافية من صندوق مايفيلد، وهي شركة رأس المال الاستثماري.
سمح تاغد للمستخدمين من أي عمر بالانضمام من أكتوبر 2006 بما في ذلك الذين أعمارهم تحت 18 عاماً.
في مارس 2008، أعلنت مايكروسوفت عن شراكة تجارية مع مواقع الشبكات الاجتماعية، تاغد وفيس بوك ولينكد إن وبيبو وهاي فايف فيما يتعلق بواجهات برمجة التطبيقات لجهات اتصال البريد الإلكتروني، والتي نُفذت منذ ذلك الحين. تشمل شراكات تاغد السابقة والحالية: سلايد وروك يو وفوتو باكيت وميبو وراز وجانجل. حُظِر تاغد بعد الشكاوى من العامة في قطر من قبل مزود خدمة الإنترنت الوحيد «كيوتل» في فبراير عام 2009، بسبب محتوى غير ملائم لم تتمكن كيوتل من تصفيته بشكل انتقائي. موقع Tagged.com واحد من أفضل عشرة مواقع زيارة في قطر.
أعلنت تاغد عن تبرعها بمبلغ 50000 دولار لصندوق الزلزال في هايتي في يناير 2010، وهو عائد جزئياً إلى تبرعات المستخدمين. في الشهر ذاته ربحت تاغد 200000 دولار بالحكم ضد إريك فوغلر، الذي أرسل رسائل عشوائية لمستخدمي تاغد الآخرين.
في مايو 2010 ذُكِرت تاغد في قائمة ليد 114 لأسرع شركات سان فرانسيسكو، وهي قائمة للشركات الأسرع نمواً في مجال البرمجيات واللاسلكية والإنترنت والصناعات الإعلامية، وفي أكتوبر 2010 صُنفت تاغد في المرتبة 100 على قائمة ديلويت لأفضل 500 شركة من شركات التكنولوجيا والإعلام والاتصالات وعلوم الحياة والتكنولوجيا النظيفة الأسرع نمواً في أمريكا الشمالية.
في أبريل 2011 حصلت تاغد على ديغسبي، وهو تراسل فوري متعدد البروتوكولات وعميل إشعار شبكة التواصل الاجتماعي لنظام ويندوز مع 3 ملايين مستخدم مسجل.
كان لدى تاغد 150 موظفاً في أكتوبر 2011، بزيادة 55 موظفاً في بداية عام 2011. يواصل المدير التنفيذي جريج تسينج مقابلة الموظفين وتقديم الغداء والعشاء وعقد اجتماعات على مستوى المكتب كل يوم جمعة. تاغد عضو في جمعية الإعلان على وسائل التواصل الاجتماعي، وهي جمعية صناعية تجارية تهدف إلى زيادة إيرادات الإعلانات وتسهيل التعاون بين مواقع التواصل الاجتماعي والمعلنين والباحثين في مجال التسويق.
ربحت تاغد عملية استحواذ ثانية في سبتمبر 2011، تطبيق الألعاب ويغيم.
في نوفمبر 2011، ذُكِرت تاغد على قائمة فوربس الخاصة بـ «أفضل الشركات الواعدة في أمريكا».
في ديسمبر 2011، استحوذت تاغد على شبكة هاي فايف، التي كانت ثالث أكبر شبكة اجتماعية بعد فيسبوك ومايسبيس. أضافت الصفقة، التي لم يُكشف عن شروطها، أعضاء هاي فايف البالغ عددهم 230 مليون عضو إلى قاعدة تاغد بـ 100 مليون مستخدم مسجل.
في ديسمبر 2011، حصلت تاغد على توبكماركس، وهي شركة متخصصة في معالجة اللغات البسيطة والتعلم الآلي.

### البريد الإلكتروني العشوائي المخادع
سمى كاتب العمود في مجلة التايم شون غريغوري تاغد «موقع الويب الأكثر إزعاجاً في العالم» في يونيو 2009. طلب تاغد من المستخدمين اسم المستخدم وكلمة المرور للبريد الإلكتروني واسترجاع عناوين البريد الإلكتروني من دفاتر عناوينهم، وإرسال دعوات البريد الإلكتروني مراراً وتكراراً إلى أشخاص لم يسجلوا في تاغد، تفيد كذبا بأنهم «أضيفوا كصديق» أو أن الداعي أرسل لهم صوراً على تاغد. صُنِفت هذه العملية على أنها «عملية احتيال عبر البريد الإلكتروني» من قِبل مناصري مكافحة غش العملاء وواجهت انتقادات في الصحافة التكنولوجية ومن المستخدمين. نوقِشت رسائل البريد الإلكتروني كبريد مزعج محتمل بواسطة بلاك ويب2.0 ولوحظ التشابه مع الفيروس في موقع الأساطير الحضرية سنوبس.كوم. أشارت صحيفة نيويورك تايمز إلى هذه الممارسة باسم «إلغاء الاتصال».
في يوليو 2009، أعلن النائب العام لولاية نيويورك أندرو كومو عن نيته مقاضاة تاغد من أجل «التسويق عبر البريد الإلكتروني الخادع وانتهاك الخصوصية». توصلت شركة تاغد إلى تسوية وافقت بموجبها على دفع 500000 دولار وتعديل ممارساتها الترويجية. في الوقت نفسه سوّت شركة تاغد إجراء تنفيذي من قبل ولاية تكساس، إذ وافقت على دفع 250000 دولار غرامات ورسوم. تتضمن شروط التسوية الإفصاح «الواضح والصريح» عن استخدام المعلومات في دفتر عناوين البريد الإلكتروني للمستخدم، مما يؤمن طريقة واضحة لتخطي الخطوة وعرضها على مستخدمي رسائل البريد الإلكتروني المحددة لإرسالها. تبنت تاغد هذه الإصلاحات وغيرت عمليات دعوتها.
في شهر فبراير 2010 سوّت شركة تاغد دعوى قضائية جماعية حول عملية تسجيل سابقة مع سكان كاليفورنيا الممثلَين بميريام سلاتر وسارة جولدن ومنحتهما 10000 دولار لكل واحدة. وافقت تاغد على تدمير عناوين البريد الإلكتروني التي جُمعت من المستخدمين بين أبريل ويونيو 2009، إذا لم يقصد هؤلاء المستخدمون دعوة جهات الاتصال الخاصة بهم إلى الموقع.
أعلنت محامية منطقة سان فرانسيسكو كامالا هاريس في أبريل 2010، أن شركة تاغد وافقت على دفع 650 ألف دولار لتسوية مطالبات رسائل البريد الإلكتروني الخادعة.

### إحباط العرض العام الأولي، وتحول التركيز
أحبطت تاغد خططا لتنفيذ عرض عام أولي في أكتوبر 2014، مشيرة إلى انخفاض الإيرادات بسبب انتشار الأجهزة المحمولة. في 16 أكتوبر 2014، أجرت تاغد عدداً من التغييرات على مستوى الشركة، بما في ذلك الحصول على تاينود لبدء المراسلة الاجتماعية وتسمية مؤسسيها المشاركين، داش جوبيناث وجين سوكولوف، لمنصبي مدير الإنتاج التنفيذي ونائب الرئيس للهندسة على التوالي. أعلنت شركة تاغد أنها ستعيد تسمية الشركة الأم إذا نحن «إف وي» (بشكل منمق إذا «نحن»)، وأن الشركة ستركز بشكل عام على أن تصبح حاضنة لبرامج الجوال الجديدة، على الرغم من أنها ستستمر في تشغيل تاغد وهاي فايف.

## وصلات خارجية
- الموقع الرسمي